# Grand Prix de Denain 2013
Il Grand Prix de Denain 2013, cinquantacinquesima edizione della corsa e valida come evento dell'UCI Europe Tour 2013 categoria 1.1, si svolse l'11 aprile 2013 su un percorso totale di circa 199 km. Fu vinto dal francese Arnaud Démare che terminò la gara in 4h55'35", alla media di 40,39 km/h.
Al traguardo 129 ciclisti portarono a termine la gara.

## Squadre e corridori partecipanti
| N.    | Cod. | Squadra                      |
| ----- | ---- | ---------------------------- |
| 1-8   | TST  | Team Saxo-Tinkoff            |
| 11-18 | ALM  | AG2R La Mondiale             |
| 21-28 | CAN  | Cannondale Pro Cycling       |
| 31-38 | EUS  | Euskaltel-Euskadi            |
| 41-48 | FDJ  | FDJ                          |
| 51-58 | VCD  | Vacansoleil-DCM              |
| 61-68 | AJW  | Accent Jobs-Wanty            |
| 71-78 | BSE  | Bretagne-Séché Environnement |
| 81-88 | COF  | Cofidis, Solutions Credits   |
| 91-98 | CRE  | Crelan-Euphony               |

| N.      | Cod. | Squadra                     |
| ------- | ---- | --------------------------- |
| 101-108 | IAM  | IAM Cycling                 |
| 111-118 | SOJ  | Sojasun                     |
| 121-128 | EUC  | Team Europcar               |
| 131-138 | TSV  | Topsport Vlaanderen-Baloise |
| 141-148 | VIN  | Vini Fantini-Selle Italia   |
| 151-158 | BIG  | BigMat-Auber 93             |
| 161-168 | LPM  | La Pomme Marseille          |
| 171-178 | RLM  | Roubaix-Lille Metropole     |
| 181-188 | CMD  | Colba-Superano Ham          |

## Ordine d'arrivo (Top 10)

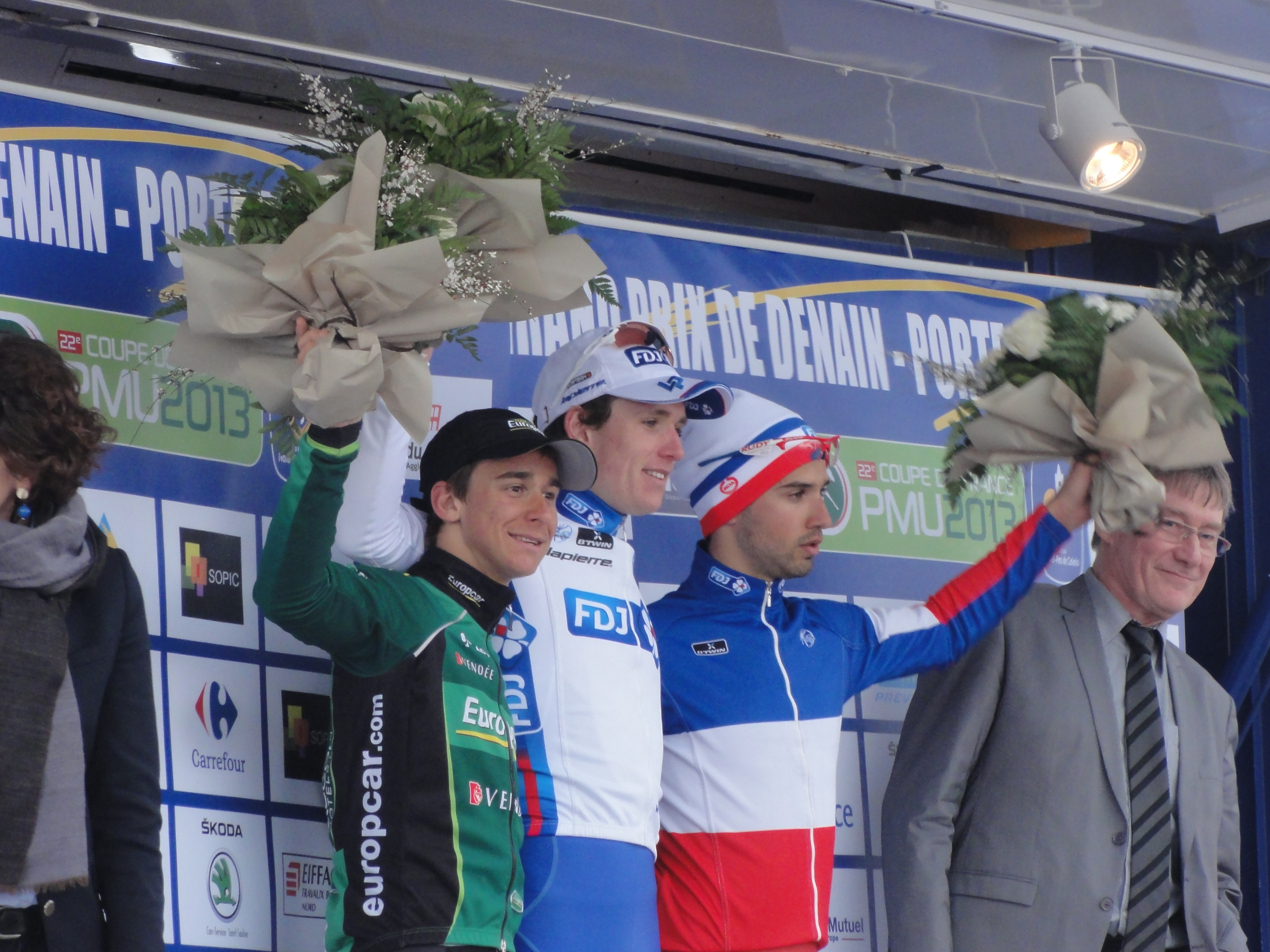
Bryan Coquard, Arnaud Démare e Nacer Bouhanni.

| Pos. | Corridore         | Squadra      | Tempo    |
| ---- | ----------------- | ------------ | -------- |
| 1    | Arnaud Démare     | FDJ          | 4h55'35" |
| 2    | Bryan Coquard     | Europcar     | s.t.     |
| 3    | Nacer Bouhanni    | FDJ          | s.t.     |
| 4    | Benoit Drujon     | BigMat-Auber | s.t.     |
| 5    | Takashi Miyazawa  | Saxo-Tinkoff | s.t.     |
| 6    | Adrien Petit      | Cofidis      | s.t.     |
| 7    | Julien Duval      | Roubaix      | s.t.     |
| 8    | Danilo Napolitano | AccentJobs   | s.t.     |
| 9    | Barry Markus      | Vacansoleil  | s.t.     |
| 10   | Benjamin Giraud   | La Pomme     | s.t.     |